# Verowin
Verowin is een Nederlandse stripreeks geschreven door Waling Dijkstra en getekend door Piet Wijn.

## Inhoud
Deze strip speelt zich af in een niet gedefinieerde periode van de middeleeuwen. De vorm van de dialogen is vergelijkbaar met die van Prins Valiant aangezien de plaatjes met tekst in blokken erbij staat en dus geen dialogen in tekstballons of tekststrips waarbij de tekst gescheiden van de plaatjes is.
De tekst van het verhaal is nogal plechtig en jongensboekentaal-achtig, die tegenwoordig nogal ouderwets wordt ervaren.

## Publicatiegeschiedenis
Er werden twee verhalen gepubliceerd in het Nederlandse stripblad Tom Poes Weekblad van 1949 tot 1951. De verhalen werden ook herdrukt in het Vlaamse stripblad 't Kapoentje. De twee verhalen werden in 1985 in een stripalbum uitgegeven bij De lijn in de collectie Bibliotheek van het Nederlands beeldverhaal.